# Roger Earl
Roger Earl (16 de mayo de 1946 en Londres) es un baterista británico, reconocido por ser uno de los miembros fundadores de la banda de rock Foghat junto a los músicos Dave Peverett, Rod Price y Tony Stevens. Antes de fundar Foghat, Earl hizo parte de la agrupación Savoy Brown entre 1968 y 1970. Además audicionó para convertirse en baterista de la banda Jimi Hendrix Experience, cargo que terminó ocupando Mitch Mitchell. Earl continúa dando recitales con Foghat, tocando cerca de 70 conciertos al año. Earl ha sido el único miembro permanente de Foghat desde su fundación en 1971.

## Discografía

### Foghat
- 1972 - Foghat
- 1973 - Rock and Roll
- 1974 - Energized
- 1974 - Rock and Roll Outlaws
- 1975 - Fool for the City
- 1976 - Night Shift
- 1977 - Live
- 1978 - Stone Blue
- 1979 - Boogie Motel
- 1980 - Tight Shoes
- 1981 - Girls to Chat & Boys to Bounce
- 1982 - In the Mood for Something Rude
- 1983 - Zig-Zag Walk
- 1994 - Return of the Boogie Men
- 2003 - Family Joules
- 2003 - Decades Live
- 2007 - Foghat Live II
- 2010 - Last Train Home
- 2016 - Under the Influence